# أرند كلاويتر
أرند كلاويتر (بالألمانية: Arnd Klawitter)‏ (و. 1968  م) هو ممثل مسرحي، وممثل أفلام، وممثل تلفزي ألماني، ولد في هامبورغ.

## وصلات خارجية
- أرند كلاويتر على موقع IMDb (الإنجليزية)
- أرند كلاويتر على موقع قاعدة بيانات الأفلام العربية
- أرند كلاويتر على موقع ألو سيني (الفرنسية)
- أرند كلاويتر على موقع ميوزك برينز (الإنجليزية)
- أرند كلاويتر على موقع أول موفي (الإنجليزية)
- أرند كلاويتر على موقع قاعدة بيانات الفيلم (الإنجليزية)
- أرند كلاويتر على موقع كينوبويسك (الروسية)